# Batalla de Texca
La batalla de Texca fue una acción militar de la presidencia de Anastasio Bustamante efectuada el 30 de septiembre de 1830, en la localidad de Texca, Guerrero. Los rebeldes comandados por el general Juan N. Álvarez lograron derrotar a las fuerzas presidenciales comandadas por el general José Gabriel de Armijo. El presidente Anastasio Bustamante envió al general José Gabriel de Armijo, militar ex-realista a combatir la rebelión de Juan N. Álvarez, que defendía la legitimidad del antiguo gobierno de Vicente Guerrero con las fuerzas federalistas leales. El general Armijo es derrotado en la batalla y muerto ese mismo día del 30 de septiembre de 1830 al mando de Álvarez. La victoria del general Juan Nepomuceno Álvarez hizo que el mismo se dirigiera al puerto de Acapulco y se apoderase de la plaza, donde se le unieron las fuerzas de Vicente Guerrero.
- Datos: Q5723034